# Volby do zastupitelstev krajů v Česku
Volby do zastupitelstev krajů se v Česku konají pravidelně vždy jednou za čtyři roky od roku 2000, kdy byly zřízeny samosprávné kraje. Volby se konají ve třinácti ze čtrnácti krajů; v hlavním městě Praze, která má zároveň status kraje i obce, se pořádají pouze komunální volby.
Od počátku roku 2026 je ústavou stanoven pevný termín konání řádných krajských voleb, jímž je první celý týden v říjnu.

## Velikost zastupitelstva
Počet volených zastupitelů je závislý na počtu obyvatel kraje:
- do 600 000 obyvatel – 45 členů,
- 600 001 až 900 000 obyvatel – 55 členů,
- nad 900 000 obyvatel – 65 členů.

## Způsoby volby
Zastupitelstvo kraje je voleno na čtyři roky obyvateli kraje s volebním právem v rámci jednoho volebního obvodu poměrným volebním systémem, který je založen na D'Hondtově metodě s modifikovaným prvním dělitelem řady dělitelů (1,42). Aktivní volební právo je podmíněno dosažením minimálního věku 18 let v den voleb. Kandidátky jsou vázané, ale nikoliv přísně, voliči mají možnost udělit až 4 preferenční hlasy různým kandidátům na jedné kandidátce. Volby vyhlašuje prezident republiky. Vždy se volí zastupitelstvo jako celek, nekonají se doplňovací volby jen některého člena. Uzavírací klauzule pro politické strany, politická hnutí a koalice je 5 %. Kandidovat mohou jen politické strany, hnutí a jejich koalice. Ke vzniku samotné politické strany nejsou vyžadovány žádné náročné požadavky, a tedy mohou vznikat i regionálně odlišné krajské politické strany jako volební strany pro účel kandidatury do zastupitelstva kraje.[ujasnit][zdroj?]

## Jednotlivé volby
| Pořadí | Datum                | Článek                                     | Poznámka                |
| ------ | -------------------- | ------------------------------------------ | ----------------------- |
| 1.     | 12. listopadu 2000   | Volby do zastupitelstev krajů v Česku 2000 | pouze jeden volební den |
| 2.     | 5.–6. listopadu 2004 | Volby do zastupitelstev krajů v Česku 2004 |                         |
| 3.     | 17.–18. října 2008   | Volby do zastupitelstev krajů v Česku 2008 |                         |
| 4.     | 12.–13. října 2012   | Volby do zastupitelstev krajů v Česku 2012 |                         |
| 5.     | 7.–8. října 2016     | Volby do zastupitelstev krajů v Česku 2016 |                         |
| 6.     | 2.–3. října 2020     | Volby do zastupitelstev krajů v Česku 2020 |                         |
| 7.     | 20.–21. září 2024    | Volby do zastupitelstev krajů v Česku 2024 |                         |
| 8.     | plánované 2028       | Volby do zastupitelstev krajů v Česku 2028 |                         |

## Volební účast
Podle oficiálních výsledků voleb.
|  | nejvyšší volební účast |  | nejnižší volební účast |

| Rok  | Účast   |
| ---- | ------- |
| 2000 | 33,64 % |
| 2004 | 29,62 % |
| 2008 | 40,30 % |
| 2012 | 36,89 % |
| 2016 | 34,57 % |
| 2020 | 37,95 % |
| 2024 | 32,91 % |